# Tetragnatha stimulifera
Tetragnatha stimulifera este o specie de păianjeni din genul Tetragnatha, familia Tetragnathidae, descrisă de Simon, 1907.
Este endemică în Congo. Conform Catalogue of Life specia Tetragnatha stimulifera nu are subspecii cunoscute.